# NGC 1032
NGC 1032 is een spiraalvormig sterrenstelsel in het sterrenbeeld Walvis. Het hemelobject ligt 117 miljoen lichtjaar van de Aarde verwijderd en werd op 18 december 1783 ontdekt door de Duits-Britse astronoom William Herschel.

## Synoniemen
- PGC 10060
- UGC 2147
- MCG 0-7-73
- ZWG 388.86